# 杜仲属
杜仲属（学名：Eucommia）是杜仲科下的一个属。

## 下属物种
本属包括以下物种：
- Eucommia nipponica Ozaki, 1974
- 杜仲 Eucommia ulmoides Oliv.